# Sympherobius intervenalis
Sympherobius intervenalis is een insect uit de familie van de bruine gaasvliegen (Hemerobiidae), die tot de orde netvleugeligen (Neuroptera) behoort. 
Sympherobius intervenalis is voor het eerst wetenschappelijk beschreven door Banks in 1915.